# Folwarki (Goraj)
Folwarki – część miasta Goraj w Polsce położona w województwie lubelskim, w powiecie biłgorajskim, w gminie Goraj.
Leży w północnej części miasta, na północny zachód od centrum Goraja. Jest to niewielkie skupisko osadnicze o charakterze rezydencyjnym (willowym). Folwarki to także nazwa ulicy łączącej Folwarki z wiodącą ku centrum ulicą Janowską.
W latach 1975–1998 miejscowość należała administracyjnie do województwa zamojskiego.